# دفتر مرکزی (فیلم)
دفتر مرکزی (به انگلیسی: Head Office) فیلمی محصول سال ۱۹۸۵ و به کارگردانی کن فینکلمن است. در این فیلم بازیگرانی همچون جاج رینهولد، لوری نان اینگلر، ادی آلبرت، ریچارد ماسور، ریک مورانیس، دان نوولو، جین سیمور، والاس شاون، دنی دویتو، مریت باتریک، جان کیپلاس، جرج کو و آنا لوکارت ایفای نقش کرده‌اند.